# Parròquia de Bebri
La Parròquia de Bebri (en letó: Bebru pagasts) és una unitat administrativa del municipi de Koknese, al sud de Letònia. Abans de la reforma territorial administrativa de l'any 2009 pertanyia al raion d'Aizkraukle.

## Pobles, viles i assentaments
- Blankas
- Gaidupes
- Jaunbebri
- Ozoli
- Tupiešēni
- Vecbebri
- Vēži
- Zutēni

## Hidrografia

### Rius
- Bebrupe
- Elkšņupe
- Paskule
- Pērse
- Recija

### Llacs i embassaments
- Llac Lobes